# Rebellion Racing
Rebellion Racing é uma equipa de automobilismo suíça que participa principalmente em carreiras de endurance. Atualmente participa na temporada de 2018-19 do Campeonato Mundial de Endurance da FIA e previamente ganhou a categoria de LMP1 privados nas temporadas de 2012, 2013, 2014, 2015 e 2016, isto é, todas as temporadas nas que se outorgou este titulo.
A equipa começou em 2008 com uma associação entre Speedy Racing e Sebah Racing.

## Campeonato Mundial de Endurance
Desde 2012 até 2013, a equipa participou do Campeonato Mundial de Endurance da FIA na categoria de LMP1 privados com dois Lola B12/60. Desde 2014 até 2016, fizeram o mesmo com dois Rebellion R-One. Nestes anos, a equipa contou com importantes pilotos como Nick Heidfeld, Neel Jani e Nicolas Prost.
Em 2017 a equipa participou da categoria LMP2 com duas Oreca 07, conseguindo o campeonato de pilotos na categoria com Bruno Senna e Julien Canal, como também o campeonato de construtores com o seu auto número 31.

## Resultados

### 24 Horas de Le Mans
| Ano  | Nome                                | N.º | Chasis                     | Pilotos                                                  | Classe | Voltas | Pos. | Pos Classe |
| ---- | ----------------------------------- | --- | -------------------------- | -------------------------------------------------------- | ------ | ------ | ---- | ---------- |
| 2008 | Speedy Racing Team Sebah Automotive | 33  | Lola B08/80-Judd           | Steve Zacchia Andrea Belicchi Xavier Pompidou            | LMP2   | 194    | DNF  | DNF        |
| 2008 | Speedy Racing Team                  | 94  | Spyker C8 Laviolette GT2-R | Andrea Chiesa Iradj Alexander Benjamin Leuenberger       | GT2    | 72     | DNF  | DNF        |
| 2009 | Speedy Racing Team Sebah Automotive | 13  | Lola B08/60-Aston Martin   | Andrea Belicchi Nicolas Prost Neel Jani                  | LMP1   | 342    | 14º  | 12º        |
| 2009 | Speedy Racing Team Sebah Automotive | 33  | Lola B08/80-Judd           | Benjamin Leuenberger Xavier Pompidou Jonny Kane          | LMP2   | 343    | 12º  | 2º         |
| 2010 | Rebellion Racing                    | 12  | Lola B10/60-Rebellion      | Nicolas Prost Neel Jani Marco Andretti                   | LMP1   | 175    | DNF  | DNF        |
| 2010 | Rebellion Racing                    | 13  | Lola B10/60-Rebellion      | Jean-Christophe Boullion Andrea Belicchi Guy Smith       | LMP1   | 143    | DNF  | DNF        |
| 2011 | Rebellion Racing                    | 12  | Lola B10/60-Toyota         | Nicolas Prost Neel Jani Jeroen Bleekemolen               | LMP1   | 338    | 6º   | 6º         |
| 2011 | Rebellion Racing                    | 13  | Lola B10/60-Toyota         | Andrea Belicchi Jean-Christophe Boullion Guy Smith       | LMP1   | 190    | DNF  | DNF        |
| 2012 | Rebellion Racing                    | 12  | Lola B12/60-Toyota         | Nicolas Prost Nick Heidfeld Neel Jani                    | LMP1   | 367    | 4º   | 4º         |
| 2012 | Rebellion Racing                    | 13  | Lola B12/60-Toyota         | Andrea Belicchi Jeroen Bleekemolen Harold Primat         | LMP1   | 350    | 11º  | 7º         |
| 2013 | Rebellion Racing                    | 12  | Lola B12/60-Toyota         | Nicolas Prost Nick Heidfeld Neel Jani                    | LMP1   | 275    | 39º  | 7º         |
| 2013 | Rebellion Racing                    | 13  | Lola B12/60-Toyota         | Mathias Beche Andrea Belicchi Congfu Cheng               | LMP1   | 275    | 40º  | 8º         |
| 2014 | Rebellion Racing                    | 12  | Rebellion R-One-Toyota     | Nicolas Prost Nick Heidfeld Mathias Beche                | LMP1-L | 360    | 4º   | 1º         |
| 2014 | Rebellion Racing                    | 13  | Rebellion R-One-Toyota     | Andrea Belicchi Fabio Leimer Dominik Kraihamer           | LMP1-L | 73     | DNF  | DNF        |
| 2015 | Rebellion Racing                    | 12  | Rebellion R-One-AER        | Nicolas Prost Nick Heidfeld Mathias Beche                | LMP1   | 330    | 23º  | 10º        |
| 2015 | Rebellion Racing                    | 13  | Rebellion R-One-AER        | Alexandre Imperatori Dominik Kraihamer Daniel Abt        | LMP1   | 336    | 18º  | 9º         |
| 2016 | Rebellion Racing                    | 12  | Rebellion R-One-AER        | Nicolas Prost Nick Heidfeld Nelson Piquet Jr.            | LMP1   | 330    | 29º  | 6º         |
| 2016 | Rebellion Racing                    | 13  | Rebellion R-One-AER        | Dominik Kraihamer Alexandre Imperatori Mathéo Tuscher    | LMP1   | 200    | DNF  | DNF        |
| 2017 | Vaillante Rebellion                 | 13  | Oreca 07-Gibson            | Nelson Piquet Jr. Mathias Beche David Heinemeier Hansson | LMP2   | 364    | DSQ  | DSQ        |
| 2017 | Vaillante Rebellion                 | 31  | Oreca 07-Gibson            | Bruno Senna Nicolas Prost Julien Canal                   | LMP2   | 340    | 16º  | 14º        |
| 2018 | Rebellion Racing                    | 1   | Rebellion R13-Gibson       | André Lotterer Neel Jani Bruno Senna                     | LMP1   | 375    | 4º   | 4º         |
| 2018 | Rebellion Racing                    | 3   | Rebellion R13-Gibson       | Mathias Beche Gustavo Menezes Thomas Laurent             | LMP1   | 376    | 3º   | 3º         |

### Le Mans Séries
| Ano  | Classe | Chasis                     | N.º   | Pilotos                                                          | Carreiras | Vitórias | Poles | VR | Pontos | Pos |
| ---- | ------ | -------------------------- | ----- | ---------------------------------------------------------------- | --------- | -------- | ----- | -- | ------ | --- |
| 2007 | GT2    | Spyker C8 Spyder GT2-R     | 94    | Jonny Kane Andrea Chiesa Andrea Belicchi                         | 5         | 0        | 0     | 0  | 14     | 6º  |
| 2008 | LMP2   | Lola B08/80-Judd           | 33    | Andrea Belicchi Xavier Pompidou Steve Zacchia                    | 1         | 0        | 0     | 0  | 8      | 7º  |
| 2008 | GT2    | Spyker C8 Laviolette GT2-R | 94    | Andrea Chiesa Benjamin Leuenberger Iradj Alexander               | 5         | 0        | 0     | 0  | 11     | 7º  |
| 2009 | LMP1   | Lola B08/60-Aston Martin   | 13    | Marcel Fässler Andrea Belicchi Nicolas Prost                     | 5         | 0        | 0     | 0  | 14     | 5º  |
| 2009 | LMP2   | Lola B08/80-Judd           | 33    | Xavier Pompidou Jonny Kane Benjamin Leuenberger                  | 5         | 1        | 0     | 0  | 24     | 2º  |
| 2010 | LMP1   | Lola B10/60-Rebellion      | 12    | Neel Jani Nicolas Prost                                          | 5         | 0        | 0     | 0  | 53     | 3º  |
| 2010 | LMP1   | Lola B10/60-Rebellion      | 13    | Andrea Belicchi Jean-Christophe Boullion Guy Smith               | 5         | 0        | 1     | 0  | 44     | 5º  |
| 2011 | LMP1   | Lola B10/60-Toyota         | 12 13 | Neel Jani Nicolas Prost Andrea Belicchi Jean-Christophe Boullion | 5         | 0        | 2     | 2  | 51     | 1º  |